# Battle Studies (álbum)
Battle Studies es el cuarto álbum de estudio por el músico americano de rock John Mayer, lanzado el 17 de noviembre de 2009 en Columbia Records en Estados Unidos. La producción del álbum tuvo lugar de febrero a agosto de 2009 en el estudio de grabación Battle Studies en Calabasas, California. Capitol Studios en Hollywood, California y The Village en Los Angeles, California, y estuvo a cargo por Mayer y Steve Jordan.
El álbum debutó en el número uno en Billboard 200, vendiendo 286,000 copias en su primera semana. Fue éxito en ventas en varios países y produjo dos sencillos que alcanzaron éxito en las listas. Tras su liberación, Battle Studies recibió críticas mixtas positivas de la mayoría de los críticos musicales. El álbum ha vendido 880,000 copias en Estados Unidos.

## Historia
Durante una presentación en vivo en junio de 2009, Mayer dijo, "El álbum es llamado Battle Studies y es porque incorpora muchas de las lecciones, muchas de las observaciones, y un poco de asesoramiento. Como un manual, como un manual de angustia." El 1 de octubre de 2009, Mayer publicó vía Twitter: "¡El listado de canciones de Battle Studies está completo! En un orden muy interesante... 11 canciones. 45 minutos. A escucharlas y salir."
El álbum se filtró horas antes de que Mayer presentara una "fuga de radio" en 103.7 Sophie en San Diego. Sin embargo, Mayer le dio permiso a su audiencia en descargar la fuga, mientras "registren" sus copias en pedir el álbum.
La gira de Mayer, Battle Studies World Tour 2010 comenzó el 4 de febrero de 2010 en Sunrise, FL en Bank Atlantic Center y terminó el 1 de octubre de 2010 en Manila, Filipinas, en SM Mall de Asia.

## Sencillos
De acuerdo con la página oficial de Mayer en Twitter, "Who Says" era el primer sencillo del álbum y fue lanzado para una vista previa el 25 de septiembre de 2009 en www.johnmayer.com. El lanzamiento oficial para el sencillo fue el 13 de octubre de 2009.
El segundo sencillo fue "Heartbreak Warfare", que fue previsto el 19 de octubre de 2009. El vídeo fue lanzado en la página de Mayer.
El tercer sencillo fue "Half of My Heart", que fue lanzado para las radios el 1 de junio de 2010.

## Recepción

### Rendimiento comercial
El álbum debutó en el número uno en Billboard 200 y vendió 286,000 copias en su primera semana. En su segunda semana, vendió 93,000 copias y cayó al número 13 en la lista de Billboard. El 29 de julio de 2009, Battle Studies fue certificado platino por la Asociación de la Industria Discográfica de Estados Unidos, por ventas en Estados Unidos de 1,000,000 copias. En abril de 2010, el álbum ha vendido 880,000 copias en Estados Unidos.

### Críticas
Tras su liberación, Battle Studies recibió una mezcla de críticas positivas de los críticos musicales. En Metacritic, que asigna a una calificación normalizada de 100 comentarios de la prensa dominante, el álbum recibió una puntuación de 64, basado en 17 críticas, que indicada "críticas generalmente favorables." La revista Billboard llamó a Battle Studies "el mejor y más aventurero de sus cuatro álbumes de estudio." A pesar de decir que "Mayer cae demasiado hacia la textura", el crítico Stephen Thomas Erlewine de Allmusic le dio al álbum 3½ de 5 estrellas y elogió a Mayer por su musicalidad. Sarah Rodman de The Boston Globe escribió favorablemente de la expresión intíma de Mayer en el álbum y escribió que él "continúa la tira de la laca de radio centelleantemente de su anterior trabajo sin sacrificar sus sensibilidades pop." Jakie Hayden de Hot Press le dio a Battle Studies una puntuación de 3.5/5 y lo llamó "un pop con clase para adultos." El escritor Randy Lewis de Los Angeles Time le dio 2½ de 4 estrellas y elogió su producción y las melodías de Mayer. Sin embargo, Lewis vio su contenido lírico como mediocre a su música y escribió que "En su mayor parte, él se expresa a sí mismo más elocuente a través de su guitarra más que de sus letras." El escritor de The Independent Andy Gill, le dio al álbum 3 de 5 estrellas y encontró sus detalles líricos "en última instancia, cansado."
El crítico de Sputnikmusic Alex Silveri vio la profundidad de las canciones de mayer como defectuosa y llamó al álbum "tan escolásticamente violento como un conejo en una pila de heno". Sin embargo, Silveri elogió a Mayer por su "habilidad para tratar temas universales en el fondo a formas de la tierra, y sin las capas de queso pop que muchos de sus contemporáneos disfrutan." A pesar de escribir favorablemente en la artesanía del álbum, "Jody Rosen de Rolling Stone le dio 3 de 5 estrellas y percibió la gravedad del tema como debilidad. El crítico Leah Greenblatt de Entertainment Weekly le dio al álbum una B y compartió un sentimiento similar, escribiendo "En la mayoría, va hacia la conclusión de Studies, aparentemente el contenido de mantenerse adentro de los confines de Dave Matthews/Jason Mraz (y sí, John Mayer) el rock sensitivo. En éste Battle, parece, que un lado nunca realmente hubo una posibilidad. Dan Aquilante de The New York Post lo llamó un "disco que es demasiado suave para su propio bien" y le dio 2½ estrellas. Edna Gundersen de USA Today le dio al álbum 2½ de 4 estrellas y escribió, "Mientras que las chuletas de su guitarra son impecables en este disco bien elaborada de blues-pop, la gravedad prudente clama por ese otro Mayer: sy persona astuta, irreverentemente pública."
Jonathan Keefe de Slant Magazine y Allison Stewart de The Washington Post le dieron al álbum críticas negativas y criticaron la elección estilística de Mayer por Battle Studies. El crítico Jim DeRogatis de Chicago Sun-Times le dio al álbum ½ de cuatro estrellas, diciendo, "cargada de letras románticas, melodías cursis, estas canciones tienen el objetivo de lo clásico de The Carpenters, pero se acerca a un sensible Barry Manilow." Tom Hughes de The Guardian le dio 2 de 5 estrellas y escribió "Los talentos de Mayer son obvios, pero hay demasiado queso que encanto aquí que parecería difícil de vender afuera del corazón de Billboard." El columnista Zach Baron de The Village Voice dijo que "de alguna manera evita incluir cualquiera de las innumerables cosas que en realidad hace a John Mayer interesante." Jon Caramanica de The New York Times escribió que "el álbum destaca el abismo muy evidente entre John Mayer, el músico, y John Mayer, el carácter público, una división del Sr. Mayer dijo que estaba ansioso por mantener."

## Lista de canciones
Todas las canciones fueron escritas por John Mayer, salvo que se indique. 
1. "Heartbreak Warfare" – 4:30
2. "All We Ever Do Is Say Goodbye" – 4:35
3. "Half of My Heart" (con Taylor Swift) – 4:10
4. "Who Says" – 2:56
5. "Perfectly Lonely"  – 4:28
6. "Assassin" – 5:14
7. "Crossroads" (cover de Robert Johnson) – 2:29
8. "War of My Life" – 4:15
9. "Edge of Desire" – 5:32
10. "Do You Know Me" – 2:30
11. "Friends, Lovers or Nothing" – 5:59

Versión bonus track en iTunes
1. "I'm on Fire" (cover de Bruce Springsteen) – 2:52

Battle Studies (CD/DVD Edición Expandida) Battle Studies Edición Expandida que agrega un vídeo de John en VH1 además de dos actuaciones íntimas acústicas de sus viajes personales a Japón en mayo de 2010. 
Listado de DVD - Tiempo de ejecución aproximado de 50 minutos:
VH1 Storytellers
Disco: 2  DVD
1. 1. No Such Thing
2. 2. Daughters
3. 3. Heartbreak Warfare
4. 4. Your Body Is a Wonderland
5. 5. Who Says
6. 6. Waiting on the World to Change

A trip to Japan alone
1. 7. Half of My Heart
2. 8. Who Says

## Personal
| Músicos primarios - John Mayer - voz; guitarra; producción; dirección de arte; diseño gráfico - Steve Jordan - batería en todas las canciones; percusión en canciones 5, 6, 8, 10 y 11; producción - Pino Palladino - bajo en todas las canciones excepto 2, 7 y 8 Músicos adicionales - Ian McLagan - Órgano Hammond en canciones 5, 9 y 11; piano eléctrico Wurlitzer en canciones 5 y 8; piano en canciones 10 y 11; órgano en canción 4 - Jaime Muhoberac - pianos en canciones #1 y #9 - Robbie McIntosh - guitarra en canción #2 - Waddy Wachtel - guitarras acústicas en canción #3 - Bob Reynolds - saxofón en canción #11 - Bryan Lipps - trompeta en canción #11 - Taylor Swift - voces en canción #3 |

Personal de producción
- Chad Franscoviak - ingeniería
- Charlie Paakari - asistente de ingeniería (Capitol Studios)
- Justin Gerrish - asistente de ingeniería (Avatar Studios); asistente de mezcla en canción 10
- Ghian Wright - asistente de ingeniería (The Village Studios)
- Martin Pradler - edición digital
- Michael Brauer - mezcla en canciones 1, 2, 4, 6 y 11
- Ryan Gilligan - asistencia de mezcla en canciones 1, 2, 4, 6 y 11
- Manny Marroquin - asistencia de mezcla en canciones 3, 5, 7, 8 y 9
- Erik Madrid -  asistencia de mezcla en canciones 3, 5, 7, 8 y 9
- Christian Plata -  asistencia de mezcla en canciones 3, 5, 7, 8 y 9
- Joe Ferla - mezcla en canción #10
- Greg Calbi - dominio

Personal adicional
- Jeri Heiden - dirección de arte; diseño gráfico
- Albert Watson - fotografía
- Gari Askew - fotografía
- Carlos Hurtado - listado

## Historia de posiciones
Posiciones y certificaciones
| Lista (2009)                     | Proveedores                      | Posición máxima | Certificación | Ventas    |
| -------------------------------- | -------------------------------- | --------------- | ------------- | --------- |
| Billboard 200                    | Billboard                        | 1               | Platino       | 1.060.000 |
| Australian Albums Chart          | ARIA                             | 3               | Oro           | 35,000+   |
| Canadian Albums Chart            | Nielsen SoundScan                | 4               | Platino       | 80,000+   |
| Danish Albums Chart              | IFPI Danmark & ACNielsen AIM A/S | 7               |               |           |
| German Albums Chart              | IFPI                             | 39              |               |           |
| Irish Albums Chart               | IRMA                             | 48              |               |           |
| Swedish Albums Chart             | Sverigetopplistan                | 5               |               |           |
| UK Albums Chart                  | The Official Charts Company      | 35              |               |           |
| New Zealand Albums Chart         | RIANZ                            | 11              | Oro           | 7,500     |
| Netherlands Top 100 Albums Chart | GfK Mega Charts                  | 1               | Oro           |           |